# Саркисян, Армен Владимирович
Армен (Арменак) Владимирович Саркисян (1 января 1953, Ереван, Армянская ССР, СССР) — советский футболист и армянский тренер, мастер спорта СССР международного класса. Играл на позиции защитника, всю карьеру игрока провёл в клубе «Арарат» Ереван.

## Карьера игрока

### Клубная карьера
Начал заниматься футболом в РФШ Ереван. Ещё до начала профессиональной карьеры играл в молодёжной сборной АССР, с которой в 1971 году выиграл спартакиаду. После этого главный тренер «Арарата» Николай Глебов взял нескольких игроков той сборной к себе в клуб. В том году Саркисян шесть раз попадал в заявку на матч, но дебютировал уже в следующем сезоне.
Приход в команду нового тренера, Никиты Симоняна улучшил стиль игры команды, что «Арарат» доказал в спаррингах с московскими командами. В 1973 году команда вышла в финал кубка СССР, предстояло сыграть с киевским «Динамо». На 61-й минуте после реализованного пенальти в исполнении Виктора Колотова «Динамо» повело. Счёт держался до самого конца игры, но за минуту до свистка гол забил Левон Иштоян, переведя игру в экстра-тайм. На 103-й минуте всё тот же Иштоян забил решающий гол. Кроме того, команда выиграла чемпионат СССР, а Саркисян получил премию журнала «Смена» как «Лучший дебютант».
В сезоне 1974/75 вышел с «Араратом» в четвертьфинал Кубка европейских чемпионов УЕФА, где уступил будущему победителю, «Баварии». Причём дома «Арарат» выиграл с минимальным счётом, второй гол мог бы перевести игру в дополнительное время. Тем не менее, Саркисян хорошо отыграл в защите, не дав забить Герду Мюллеру, который после матча в интервью «Советскому спорту» отметил игру Армена. В 1975 году «Арарат» повторил успех в кубке, обыграв со счётом 2:1 луганскую «Зарю».
Саркисян играл за «Арарат» до 1980 года, за это время провёл в чемпионате 170 матчей и забил один гол. Он также сыграл за клуб во всех его еврокубковых сезонах советского периода.

### Карьера в сборной
В 1975—1976 годах играл за молодёжную сборную СССР. В группе у Советского Союза был лишь один соперник — Турция. После поражения на выезде со счётом 2:1 команда отыгралась дома 3:0, благодаря чему вышла с группы. В четвертьфинале соперником была Франция, после аналогичных побед со счётом 2:1 была серия пенальти, которую выиграл СССР со счётом 4:2. После победы над Нидерландами в полуфинале команда Саркисяна вышла в финал, где с общим счётом 3:2 обыграла Венгрию. За успешное выступление на турнире Саркисян получил звание мастера спорта СССР международного класса.

## Карьера тренера и дальнейшая жизнь
Сразу после провозглашения независимости Армении Саркисян стал тренером «Арарата». С его именем связаны первые успехи клуба в армянский период, в частности «золотой дубль» в 1993 году. В 1994 году Саркисян стал президентом Федерации футбола Армении, пробыл на этом посту четыре года. Затем Саркисян переехал в США, где продолжил тренерскую деятельность, а также занимался торговлей ювелирными изделиями.

## Достижения
- Медаль «За заслуги перед Отечеством» I степени (10 октября 2013 года) — за значительный вклад в развитие армянского футбола и блестящие достижения[1]